# The Thaw
Pour les articles homonymes, voir Thaw.
Pour plus de détails, voir Fiche technique et Distribution.
The Thaw (littéralement « Le Dégel ») est un film américano-canadien réalisé par Mark A. Lewis, sorti en DTV en 2009.

## Synopsis
Alors qu'ils rejoignent le Dr Kruipen, célèbre écologiste, à sa station de recherche située sur l'Île Banks, dans les Territoires du Nord-Ouest, afin d'étudier les conséquences du réchauffement climatique sur les ours polaires, la fille de celui-ci, 3 étudiants et leur pilote s'aperçoivent que le scientifique et son équipe ont fait une découverte effrayante.
Ce qui pourrait menacer l'avenir de l'humanité n'est pas le réchauffement climatique en soi mais un parasite préhistorique ayant traversé le temps en étant congelé dans le corps d'un mammouth laineux que le dégel du pergélisol a mis au jour. Ce parasite se révèle être mortel et se reproduit à grande vitesse, tuant la plupart des membres de l'expédition.

## Fiche technique
- Titre : The Thaw
- Réalisation : Mark A. Lewis
- Scénario : Mark A. Lewis et Michael Lewis
- Musique : Michael Neilson
- Photographie : Jan Kiesser
- Montage : Rob Neilson
- Production : Trent Carlson, Rob Neilson et Mary Anne Waterhouse
- Société de production : Anagram Pictures
- Pays :  États-Unis,  Canada
- Langue : Anglais
- Format : Couleur - Dolby Digital - 2.35:1
- Genre : Horreur, Science-fiction
- Durée : 90 min
- Date de sortie : 2009

## Distribution
- Martha MacIsaac : Evelyn Kruipen
- Aaron Ashmore (VF : Stéphane Pouplard) : Atom Galen
- Kyle Schmid (VF : Taric Mehani) : Federico Fulce
- Val Kilmer (VF : Philippe Vincent) : Dr. David Kruipen
- Viv Leacock (VF : Frantz Confiac) : Bart
- Steph Song (VF : Sarah Marot) : Ling Chen
- Anne Marie DeLuise : Jane
- John Callander (VF : Marc Bretonnière) : Edward

## Anecdote
- Aaron Ashmore, Kyle Schmid et Anne Marie DeLuise se retrouveront la même pour partager l'affiche d'un autre DTV, Fear Island : L'Île meurtrière.